# Prottes
Prottes – gmina targowa w Austrii, w kraju związkowym Dolna Austria, w powiecie Gänserndorf. Liczy 1 385 mieszkańców (1 stycznia 2014).